# (What's So Funny 'Bout) Peace, Love, and Understanding
(What's So Funny 'Bout) Peace, Love, and Understanding è un brano musicale del 1974 scritto da Nick Lowe e interpretato originariamente da Brinsley Schwarz. Il brano è presente nell'ultimo album di Schwarz, dal titolo The New Favourites of...Brinsley Schwarz.

## Altre versioni
Nel 1978 la canzone è stata pubblicata da Elvis Costello & the Attractions come B-side.
La canzone appare nell'album The Bodyguard: Original Soundtrack Album (1992), colonna sonora del film Guardia del corpo. In questa versione è cantata da Curtis Stigers.
Nel 2004 è stata interpretata da diversi artisti nell'ambito del Vote for Change Tour.
Inoltre è stata incisa da Midnight Oil (1987), The Flaming Lips (1988), Katydids (1991), The Wallflowers (2002), A Perfect Circle (2004), Chris Cornell e Maynard James Keenan (2004, live), The Ataris (2004), Keb' Mo' (2004), Bhi Bhiman (2017) e altri gruppi o artisti.